# Matt Hancock
Pour les articles homonymes, voir Hancock.
Matthew John David Hancock, dit Matt Hancock, né le 2 octobre 1978 à Chester, est un homme politique britannique. Membre du Parti conservateur, il est secrétaire d'État à la Santé et à la Protection sociale de 2018 à 2021, après avoir occupé le poste de secrétaire d'État au Numérique, à la Culture, aux Médias et au Sport. Il est député à la Chambre des communes du Royaume-Uni de 2010 à 2024 pour West Suffolk et le parti conservateur. Il est suspendu de son parti pour cause de participation à l'émission de téléréalite I'm a Celebrity... Get Me Out of Here!.

## Biographie

### Chambre des communes du Royaume-Uni
Diplômé des Oxbridge, il travaille notamment pour la Banque d'Angleterre et est député à la Chambre des communes du Royaume-Uni pour la circonscription de West Suffolk depuis les élections générales de 2010. Il est réélu en 2015 et 2017.

### Carrière ministérielle

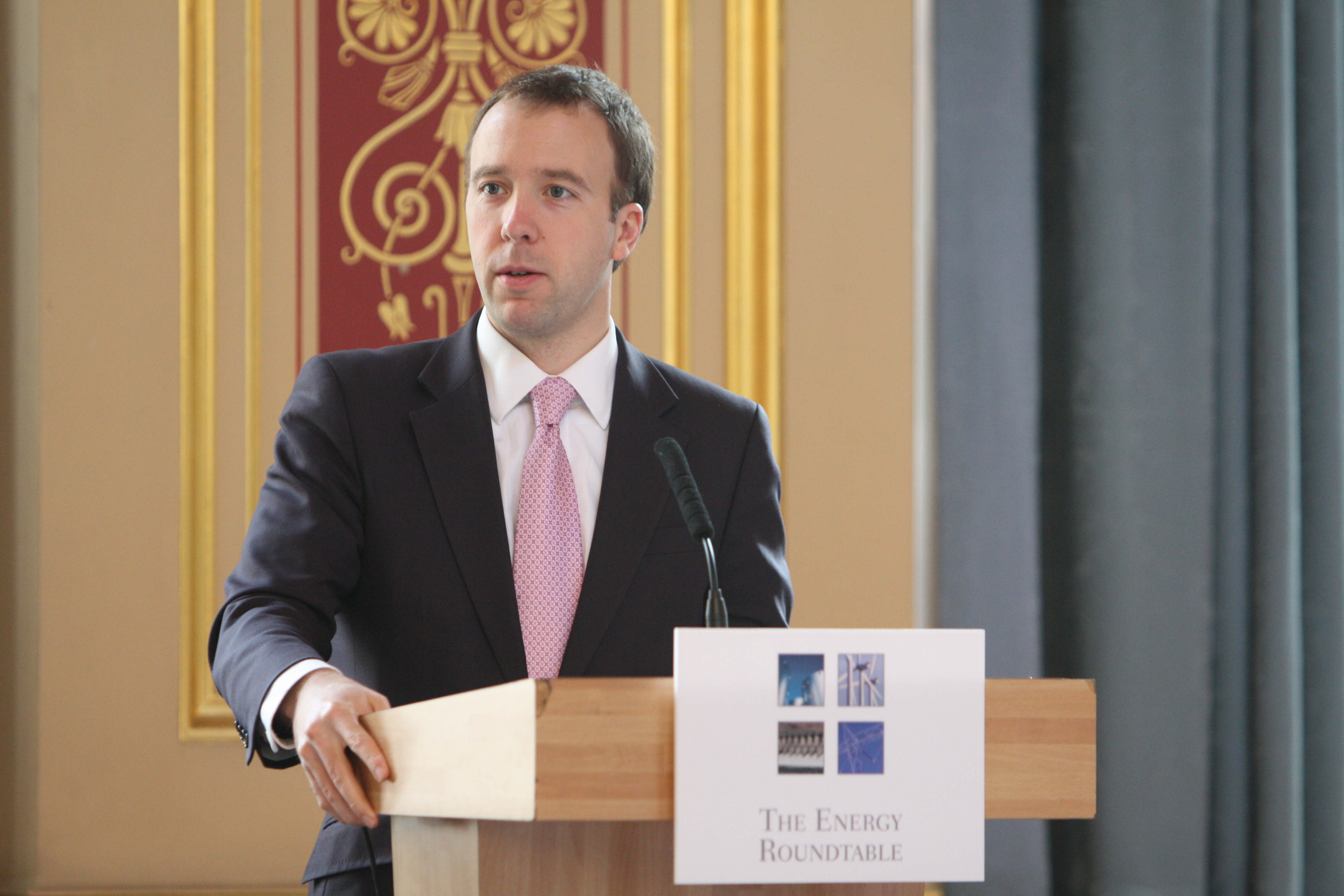
Matthew Hancock en 2014.

Il est ministre d'État au département des Affaires, de l'Innovation et des Compétences de 2013 à 2015 et à l'Énergie et de 2014 à 2015, poste cumulé avec celui de ministre d'État pour Portsmouth.
Entre 2016 et 2018, il est ministre d'État à la Culture, aux Communications et aux Industries créatives. Le 8 janvier 2018, il est nommé secrétaire d'État au Numérique, à la Culture, aux Médias et au Sport dans le second gouvernement de Theresa May et le 9 juillet suivant, secrétaire d'État à la Santé à la Protection sociale. Il est reconduit à ce poste le 24 juillet 2019 dans le gouvernement de Boris Johnson.
Pendant la pandémie de Covid-19, d'importants marchés publics sont obtenus en toute discrétion par plusieurs de ses proches, leur faisant gagner des millions de livres sterling, suscitant des soupçons de copinage.
L'ex-conseiller de Boris Johnson Dominic Cummings dévoile en juin 2021 des captures d'écran montrant que Matthew Hancock a plusieurs fois menti au sujet de la crise sanitaire et souligne les tensions entre lui et le Premier ministre, ce dernier le qualifiant de « putain de cas désespéré ».
Le 26 juin 2021, il annonce sa démission de son poste ministériel, après une polémique concernant son non-respect des règles sanitaires lié à sa relation extra-conjugale avec son assistante,.
En mars 2023, le journal britannique Daily Telegraph obtient, par l'intermédiaire de la journaliste Isabel Oakeshott, près de 100 000 messages issus de Whatsapp entre Matt Hancock et des membres du gouvernement et des autorités sanitaires britanniques,. Cette fuite d'information appelée Lockdown Files met en cause par son contenu le mode de gestion de la crise sanitaire du Covid-19 par l'ex-ministre,.

### Candidature à la direction du Parti conservateur
Candidat à l'élection à la direction du Parti conservateur de 2019, il se retire après avoir obtenu le vote de vingt députés au premier tour et apporte son soutien à Boris Johnson,.
Il se fait exclure du Parti conservateur en 2022 pour sa participation à I'm a Celebrity... Get Me Out of Here!, une émission de téléréalité semblable à Koh-Lanta.